# Muling He
Muling He (chiń. upr. 穆棱河; chiń. trad. 穆稜河; pinyin Mùlíng Hé) – rzeka w północno-wschodnich Chinach, w prowincji Heilongjiang, lewy dopływ Ussuri.
Liczy 577 km a powierzchnia jej dorzecza wynosi 18 500 km². Źródła znajdują się na zachodnich zboczach gór Mulingwoji Ling (穆棱窝集岭). Płynie w kierunku północno-wschodnim. Uchodzi do Ussuri na południe od miejscowości Hutou. Brzegi mają w wielu miejscach charakter bagnisty. Rzeka wykorzystywana jest do spławu drewna.